# Zofia Dromlewiczowa
Zofia Dromlewiczowa, z domu Higier (ur. 2 września 1899 w Warszawie, zm. 19 sierpnia 1938 w Warszawie) – polska pisarka i scenarzystka.
Pierwsza w Polsce kobieta-realizatorka filmów krótkometrażowych.

## Życiorys
Urodziła się w Warszawie w zasymilowanej rodzinie żydowskiej, jako córka lekarza Henryka Higiera i Heleny z domu Rothberg (Rostberg). Jej bratem był Stanisław Higier, lekarz neurolog.
Ukończyła żeńskie gimnazjum Stefanii Tołwińskiej przy ulicy Św. Barbary 4 w Warszawie. 
Debiutowała w 1924 jako autorka scenariusza filmowego pt. Miodowe miesiące z przeszkodami (reż. Seweryn Romin). Napisała także scenariusz według powieści Józefa Weyssenhoffa do filmu pt. Puszcza (reż. Ryszard Biske), zekranizowanego w 1932. Od 1925 była działaczką Domu Filmu Polskiego. 
Uważana jest za pierwszą w Polsce kobietę realizującą filmy krótkometrażowe.
Przez wiele lat współpracowała również jako publicystka filmowa z licznymi czasopismami warszawskimi, publikując nowele, artykuły i recenzje m.in. w „Kurierze Warszawskim” (1925-1930, 1934-1935), „Kinie dla Wszystkich” (1926, 1928, 1930), „Iskrze” (1927-1930), „Kurierze Porannym” (1927-1928, 1930-1932), „Przeglądzie Wieczornym” (1927-1929; m.in. stała rubryka pt. Przegląd filmów), „Radiu” (1927-1931), „Kino-Teatrze” (1928-1929), „7 Dniach” (1929-1930; m.in. cykl artykułów pt. Encyklopedia filmowa).
Przetłumaczyła z języka rosyjskiego znaczną część książek Lidii Aleksiejewny Czarskiej. 
Od 1934 prowadziła wraz z Ryszardem Biske pracownię filmu artystycznego. Była członkinią Zrzeszenia Producentów Filmów Krótkometrażowych.
Mieszkała w Warszawie przy ul. Królewskiej 29.
Zmarła 19 sierpnia 1938 w Warszawie. Została pochowana na cmentarzu żydowskim przy ulicy Okopowej. Miała jednego syna.

## Twórczość literacka
Zofia Dromlewiczowa jest autorką licznych książek (głównie dla dzieci i młodzieży), niektórych pisanych na podstawie cudzych scenariuszy filmowych, w tym:
- 1937: Dziesięć ciekawych powiastek
- 1935: Najpiękniejsza lalka[7]
- 1935: Przygody Aneczki
- 1935: Rycerze przestworzy
- 1935: Zabawa w fanty[8]
- 1934: Nad polskiem morzem
- 1934: Chcę zostać lotnikiem[9]
- 1934: Pięciu braci
- 1934: Przygody Tadzia
- 1933: Dwaj chłopcy z filmu
- 1933: Chcę kochać złodzieja
- 1933: Jaś i Zuzia
- 1933: Przygoda
- 1932: Siostra lotnika
- 1931: Dziewczynka z Luna Parku
- 1931: Chłopiec z ulicy
- 1930: Pod dachami Paryża
- 1930: Kobiety nie do małżeństwa
- 1930: Skrzydlata polska
- 1929: Parada miłości
- 1929: Pod banderą miłości
- 1929: Grzechy ojców
- 1927: Spadek, którego nie było[10]
- 1927: Trzydniowy kochanek[11]
- 1927: Listy anonimowe. Proces de la Roncière